# Morpho alexandra
Morpho alexandra är en fjärilsart som beskrevs av William Chapman Hewitson 1863. Morpho alexandra ingår i släktet Morpho och familjen praktfjärilar. Inga underarter finns listade i Catalogue of Life.